# The Private Life of Samuel Pepys
The Private Life of Samuel Pepys (literal, La vida privada de Samuel Pepys) es un telefilme británico de 2003 dirigido por Oliver Parker y protagonizando Steve Coogan, Lou Doillon y Nathaniel Parker.  La película retrata al histórico diarista británico Samuel Pepys, primer autor conocido de diarios. Fue transmitido en BBC Two el 16 de diciembre de 2003, atrayendo a una audiencia de 2,9 millones de espectadores.

## Reparto
- Steve Coogan : Samuel Pepys
- Lou Doillon : Elizabeth Pepys
- Andrew Harrison : empleado de la Corte
- Alex Hassell : Balty
- Andy Linden : John Jones
- Ciarán McMenamin : Will Hewer
- Guy Moore : capitán John Scott
- Simon Munnery : Mad Solomon
- Leon Ockenden : Pembleton
- Nathaniel Parker : Charles II
- Tim Pigott-Smith : Lord Shaftesbury
- Miranda Raison : Deb Willet
- Sally Rogers : Betty Bagwell
- Zoë Tapper : Jane
- Danny Webb : Edward Montagu